# アッピニャーノ・デル・トロント
アッピニャーノ・デル・トロント（伊: Appignano del Tronto）は、イタリア共和国マルケ州アスコリ・ピチェーノ県にある、人口約1,700人の基礎自治体（コムーネ）。

## 地理

### 位置・広がり
アスコリ・ピチェーノ県のコムーネ。県都アスコリ・ピチェーノから北東へ8kmの距離にある。

#### 隣接コムーネ
隣接するコムーネは以下の通り。
- アスコリ・ピチェーノ
- カステル・ディ・ラーマ
- カスティニャーノ
- オッフィダ

### 気候分類・地震分類
アッピニャーノ・デル・トロントにおけるイタリアの気候分類 (it) および度日は、zona D, 1635 GGである。
また、イタリアの地震リスク階級 (it) では、zona 2 (sismicità media) に分類される。

## 行政

### 分離集落
アッピニャーノ・デル・トロントには、以下の分離集落（フラツィオーネ）がある。
- Cerreto, Monsampietro, Portella, Capodipiano, Olibra, Gimigliano, Vallorano, Castellano, Cepparano